# Trey Burke
Alfonso Clark „Trey“ Burke III (* 12. November 1992 in Columbus, Ohio) ist ein US-amerikanischer Basketballspieler.

## College
Burke spielte zwei Jahre für die University of Michigan. In seiner Freshman-Saison wurde er als Freshman of the Year der Big 12-Conference ausgezeichnet. In seinem Sophomore-Jahr führte Burke seine Wolverines ins NCAA-Endspiel, in dem man der University of Louisville unterlag. Burke wurde für seine Leistungen zum besten Spieler seiner Conference ausgezeichnet. Ebenso wurde er als bester Collegespieler geehrt und ins NCAA All-Tournament-Team berufen. Sein zweites Jahr schloss Burke mit Mittelwerten von 18,6 Punkte, 3,2 Rebounds und 6,7 Assists pro Spiel ab.

## NBA-Karriere
Im NBA-Draftverfahren 2013 wurde Burke an neunter Stelle von den Minnesota Timberwolves ausgewählt und kurz darauf für die Rechte an Shabazz Muhammad und Gorgui Dieng zu den Utah Jazz transferiert.
Während der Vorbereitungsphase zur Saison 2013/14 erlitt Burke einen Fingerbruch und fiel die erste Woche der neuen Saison aus. Im November 2013 gab er bei einer Niederlage gegen die New Orleans Pelicans sein Debüt und erzielte in 12 Minuten Einsatzzeit 11 Punkte. Beim Sieg gegen die Orlando Magic im Dezember 2013 erzielte Burke mit 30 Punkten einen neuen NBA-Karrierebestwert. Dazu bereitete er 8 Korberfolge unmittelbar vor und holte 7 Rebounds. Burke erhielt im Dezember 2013 die Auszeichnung als Western Conference Rookie of the Month und war damit der erste Spieler der Utah Jazz seit Karl Malone im Jahre 1985, dem dies gelang. Auch im Januar und April 2014 wurde er als Western Conference Rookie of the Month ausgezeichnet.
Beim NBA All-Star Weekend 2014 nahm Burke an der Rising Stars Challenge teil. Ebenso nahm er gemeinsam mit Damian Lillard an der NBA All-Star Weekend Skills Challenge teil und gewann diese. Am letzten Spieltag der Saison 2013/14 erzielte Burke beim 136:130-Sieg über die Minnesota Timberwolves mit 32 Punkten einen neuen persönlichen NBA-Bestwert. Bei der Wahl zum Rookie of the Year landete Burke hinter Michael Carter-Williams und Victor Oladipo auf dem dritten Platz. Zudem wurde er ins NBA All-Rookie First Team gewählt.
In seinem zweiten Jahr schwankten Burkes Leistungen. Im Laufe der Saison wurde er von Dante Exum aus der Anfangsaufstellung verdrängt und kam von da an als „Sechster Mann“ von der Bank aus ins Spiel. Auch sein drittes Jahr in Utah gestaltete sich schwierig. Obwohl Dante Exum die gesamte Saison ausfiel, musste Burke sich Raul Neto unterordnen. Nachdem die Utah Jazz zur Mitte der Saison Shelvin Mack verpflichtet hatten, rückte Burke endgültig ins Abseits und wurde in den letzten Saisonspielen von Coach Quin Snyder nicht mehr eingesetzt.
Im Sommer 2016 wurde Burke für ein zukünftiges Draftauswahlrecht an die Washington Wizards abgegeben. Nach der Verpflichtung von Brandon Jennings durch die Hauptstädter mitten in der Saison kam Burke nur noch selten zum Zuge. Ihm gelang es zwar, seine Trefferquoten zu verbessern (er traf 45 % seiner Feld- und Dreipunktwürfe), er blieb aber mit nur 5 Punkten pro Spiel weit hinter den Erwartungen zurück.
Am Saisonende wurde sein Vertrag von Washington nicht verlängert, er unterschrieb bei den Westchester Knicks in der NBA G-League, nachdem er sich für die NBA nicht empfehlen konnte. In der G-League überzeugte er bei den Knicks mit einem Punkteschnitt von mehr als 26 Punkten und wurde im Dezember 2017 zum Spieler des Monats gewählt. Kurz darauf wurde Burke von den New York Knicks verpflichtet. Im Januar 2019 wurde Burke mit Kristaps Porziņģis und Tim Hardaway Jr. zu den Dallas Mavericks weitertransferiert.
Im April 2020 schrieb Burke während der COVID-19-Pandemie in einem sozialen Netzwerk: „Scheiß auf Impfungen!“ Sie seien ein Versuch, Menschen umzubringen, äußerte er. Weiter schrieb er von Chips, die zur Einpflanzung bereit wären.
Im Sommer 2020 unterschrieb Burke einen Vertrag bei den Philadelphia 76ers, bei denen er auf der Spielmacherposition meist als Ersatzmann zum Einsatz kam. Im Sommer 2021 unterschrieb Burke dann erneut als Ersatz für den verletzten Jalen Brunson bei den Dallas Mavericks. Bei der Fortführung der Saison 2019/20 gelangen Burke in seinem ersten Spiel für die Texaner gegen die Houston Rockets acht Dreipunkttreffer. Er erzielte insgesamt 31 Punkte. Aufgrund der überzeugenden Leistung in den abschließenden acht Saisonspielen wurde Burke von Dallas für die Saison 2020/21 weiterverpflichtet.
Im Juni 2022 gab Dallas ihn an Houston ab, Ende September 2022 kam er im Rahmen eines Spielertauschs zur Mannschaft Oklahoma City Thunder. Für die Thunder absolvierte Burke jedoch kein NBA-Spiel. Nach seiner Entlassung durch Oklahoma City fand Burke keine Arbeitgeber in der NBA und spielte fortan in der NBA G-League bei den Stockton Kings und später beim im Nachbarland ansässigen Ligakonkurrenten Capitanes de Ciudad de México. Im Juli 2024 schloss sich Burke der puerto-ricanischen Mannschaft Mets de Guaynabo an, ab dem Beginn der Saison 2024/25 stand er abermals in Mexiko-Stadt unter Vertrag.

## Karriere-Statistiken

### NBA

#### Hauptrunde
| Saison  | Team                  | GP  | GS  | MPG  | FG % | 3P % | FT % | RPG | APG | SPG | BPG | PPG  |
| ------- | --------------------- | --- | --- | ---- | ---- | ---- | ---- | --- | --- | --- | --- | ---- |
| 2013–14 | Utah                  | 70  | 68  | 32.3 | .380 | .330 | .903 | 3.0 | 5.7 | 0.6 | 0.1 | 12.8 |
| 2014–15 | Utah                  | 76  | 43  | 30.1 | .368 | .318 | .752 | 2.7 | 4.3 | 0.9 | 0.2 | 12.8 |
| 2015–16 | Utah                  | 64  | 0   | 21.3 | .413 | .344 | .817 | 1.8 | 2.3 | 0.5 | 0.1 | 10.6 |
| 2016–17 | Washington            | 57  | 0   | 12.3 | .457 | .443 | .759 | 0.8 | 1.8 | 0.2 | 0.1 | 5.0  |
| 2017–18 | New York              | 36  | 9   | 21.8 | .503 | .362 | .649 | 2.0 | 4.7 | 0.7 | 0.1 | 12.8 |
| 2018–19 | New York / Dallas     | 58  | 8   | 19.4 | .431 | .352 | .831 | 1.7 | 2.7 | 0.6 | 0.1 | 10.9 |
| 2019–20 | Philadelphia / Dallas | 33  | 1   | 15.8 | .450 | .427 | .793 | 1.5 | 2.5 | 0.5 | 0.1 | 7.4  |
| 2020–21 | Dallas                | 62  | 1   | 14.7 | .428 | .354 | .895 | 0.9 | 1.3 | 0.6 | 0.1 | 6.6  |
| 2021–22 | Dallas                | 42  | 0   | 10.5 | .391 | .317 | .870 | 0.8 | 1.4 | 0.3 | 0.0 | 5.1  |
| Gesamt  | Gesamt                | 498 | 130 | 20.9 | .410 | .345 | .810 | 1.8 | 3.1 | 0.6 | 0.1 | 9.6  |

#### Play-offs
| Saison  | Team       | GP | GS | MPG  | FG % | 3P % | FT % | RPG | APG | SPG | BPG | PPG  |
| ------- | ---------- | -- | -- | ---- | ---- | ---- | ---- | --- | --- | --- | --- | ---- |
| 2016–17 | Washington | 3  | 0  | 6.6  | .000 | .000 | .000 | 0.0 | 1.7 | 0.0 | 0.0 | 0.0  |
| 2019–20 | Dallas     | 6  | 3  | 26.0 | .508 | .471 | .600 | 3.2 | 2.0 | 1.3 | 0.3 | 12.3 |
| 2020–21 | Dallas     | 2  | 0  | 8.5  | .000 | .000 | .500 | 0.5 | 0.5 | 0.0 | 0.0 | 0.5  |
| Gesamt  | Gesamt     | 11 | 3  | 17.5 | .429 | .364 | .583 | 1.8 | 1.6 | 0.7 | 0.2 | 6.8  |